# Torreano
Torreano (furlanisch: Toreàn, slowenisch: Tavorjana) ist eine nordostitalienische Gemeinde (comune) mit 2037 Einwohnern (Stand 31. Dezember 2023) in der Region Friaul-Julisch Venetien. Die Gemeinde liegt etwa 18 Kilometer ostnordöstlich von Udine am Chiàro, grenzt an Slowenien und gehört zur Comunità Montana del Torre, Natisone e Collio.